# Bahnstrecke Helmstedt–Börßum
| Streckennummer (DB): | 1940                                                                          |                                                        |                                                        |
| Kursbuchstrecke (DB): | 312 (2007)                                                                    |                                                        |                                                        |
| Kursbuchstrecke: | 184b (Helmstedt – Schöningen 1934) 184 (Schöningen – Börßum 1934) 206a (1946) |                                                        |                                                        |
| Streckenlänge: | 45,3 km                                                                       |                                                        |                                                        |
| Spurweite: | 1435 mm (Normalspur)                                                          |                                                        |                                                        |
| Streckenklasse: | D4                                                                            |                                                        |                                                        |
| |                                                                               |                                                        |                                                        |
| \| \| \| von Magdeburg Hbf \| \| \| \| −0,30 \| Helmstedt \| Helmstedt \| \| \| \| von Oebisfelde \| \| \| \| 0,00 \| nach Braunschweig Hbf \| nach Braunschweig Hbf \| \| \| \| (alte Trasse bis etwa 1940) \| \| \| \| 2,60 \| Awanst Helmstedt Umspannwerk BKB \| Awanst Helmstedt Umspannwerk BKB \| \| \| \| \| \| \| \| \| (alte Trasse bis etwa 1940) \| \| \| \| 5,48 \| Neu Büddenstedt \| Neu Büddenstedt \| \| \| 5,90 \| Tunnel unter Kreisstraße 63 (50 m) \| Tunnel unter Kreisstraße 63 (50 m) \| \| \| 6,51 \| Büddenstedt \| Büddenstedt \| \| \| \| Anschluss Tagebau Trendelbusch \| \| \| \| \| \| \| \| \| 8,40 \| Awanst Schöningen Braunschweigische-Kohlen-Bw \| Awanst Schöningen Braunschweigische-Kohlen-Bw \| \| \| \| \| \| \| \| 9,09 \| Awanst Alversdorf \| Awanst Alversdorf \| \| \| \| Anschluss Kraftwerk Buschhaus \| \| \| \| \| \| \| \| \| 9,209,40 \| Kilometersprung \| Kilometersprung \| \| \| \| von Eilsleben \| \| \| \| 10,94 \| Schöningen \| Schöningen \| \| \| \| \| \| \| \| \| nach Oschersleben (Bode) und nach Braunschweig Nordost \| \| \| \| \| \| \| \| \| \| Braunschweig Nordost–Schöningen \| \| \| \| 16,55 \| Söllingen (Braunschw) (ehem. Bf) \| Söllingen (Braunschw) (ehem. Bf) \| \| \| \| von Oschersleben (Bode) \| \| \| \| \| von Nienhagen (b Halberstadt) \| \| \| \| 22,26 \| Jerxheim ⊙ (ehem. Bf) \| Jerxheim ⊙ (ehem. Bf) \| \| \| \| nach Wolfenbüttel \| \| \| \| 26,60 \| Bk Gevensleben \| Bk Gevensleben \| \| \| \| von Braunschweig \| \| \| \| \| von Heudeber-Danstedt \| \| \| \| 30,98 \| Mattierzoll ⊙ \| Mattierzoll ⊙ \| \| \| 36,69 \| Hedeper ⊙ \| Hedeper ⊙ \| \| \| 40,72 \| Bk Kalme \| Bk Kalme \| \| \| \| von Braunschweig Hbf \| \| \| \| 45,27 \| Börßum ⊙ WTB / Hp (ehem. Bf) \| Börßum ⊙ WTB / Hp (ehem. Bf) \| \| \| \| nach Osterwieck \| \| \| \| \| nach Bad Harzburg \| \| \| \| \| nach Kreiensen (Museumsbetrieb) \| \| \| \| \| \| \| \| Quellen: [1][2][3][4] \| \| \| \| |                                                                               |                                                        |                                                        |
| |                                                                               | von Magdeburg Hbf                                      |                                                        |
| Bahnhof | −0,30                                                                         | Helmstedt                                              | Helmstedt                                              |
| Abzweig geradeaus und nach rechts |                                                                               | von Oebisfelde                                         | von Oebisfelde                                         |
| Abzweig geradeaus und nach rechts | 0,00                                                                          | nach Braunschweig Hbf                                  | nach Braunschweig Hbf                                  |
| Strecke von links · Abzweig ehemals geradeaus und nach rechts |                                                                               | (alte Trasse bis etwa 1940)                            | (alte Trasse bis etwa 1940)                            |
| Abzweig geradeaus und nach rechts · Strecke (außer Betrieb) | 2,60                                                                          | Awanst Helmstedt Umspannwerk BKB                       | Awanst Helmstedt Umspannwerk BKB                       |
| Strecke nach links · Abzweig ehemals geradeaus und von rechts |                                                                               |                                                        |                                                        |
| Abzweig ehemals geradeaus und nach links · Strecke von rechts |                                                                               | (alte Trasse bis etwa 1940)                            | (alte Trasse bis etwa 1940)                            |
| Strecke (außer Betrieb) · ehemaliger Haltepunkt / Haltestelle | 5,48                                                                          | Neu Büddenstedt                                        | Neu Büddenstedt                                        |
| Strecke (außer Betrieb) · Tunnel | 5,90                                                                          | Tunnel unter Kreisstraße 63 (50 m)                     | Tunnel unter Kreisstraße 63 (50 m)                     |
| Bahnhof (Strecke außer Betrieb) · Strecke | 6,51                                                                          | Büddenstedt                                            | Büddenstedt                                            |
| Abzweig geradeaus und nach rechts (Strecke außer Betrieb) · Strecke |                                                                               | Anschluss Tagebau Trendelbusch                         | Anschluss Tagebau Trendelbusch                         |
| |                                                                               |                                                        |                                                        |
| Strecke (außer Betrieb) · Abzweig geradeaus und nach links | 8,40                                                                          | Awanst Schöningen Braunschweigische-Kohlen-Bw          | Awanst Schöningen Braunschweigische-Kohlen-Bw          |
| |                                                                               |                                                        |                                                        |
| Strecke (außer Betrieb) · Betriebs-/Güterbahnhof Strecke ab hier außer Betrieb | 9,09                                                                          | Awanst Alversdorf                                      | Awanst Alversdorf                                      |
| Strecke (außer Betrieb) · Kreuzung geradeaus oben (Strecke geradeaus außer Betrieb) |                                                                               | Anschluss Kraftwerk Buschhaus                          | Anschluss Kraftwerk Buschhaus                          |
| Abzweig geradeaus und von links (Strecke außer Betrieb) · Strecke nach rechts (außer Betrieb) |                                                                               |                                                        |                                                        |
| Kilometer-Wechsel (Strecke außer Betrieb) | 9,209,40                                                                      | Kilometersprung                                        | Kilometersprung                                        |
| Abzweig geradeaus und von links (Strecke außer Betrieb) |                                                                               | von Eilsleben                                          | von Eilsleben                                          |
| Bahnhof (Strecke außer Betrieb) | 10,94                                                                         | Schöningen                                             | Schöningen                                             |
| |                                                                               |                                                        |                                                        |
| Abzweig geradeaus und nach links (Strecke außer Betrieb) |                                                                               | nach Oschersleben (Bode) und nach Braunschweig Nordost | nach Oschersleben (Bode) und nach Braunschweig Nordost |
| |                                                                               |                                                        |                                                        |
| Kreuzung geradeaus unten (Strecken außer Betrieb) |                                                                               | Braunschweig Nordost–Schöningen                        | Braunschweig Nordost–Schöningen                        |
| Haltepunkt / Haltestelle (Strecke außer Betrieb) | 16,55                                                                         | Söllingen (Braunschw) (ehem. Bf)                       | Söllingen (Braunschw) (ehem. Bf)                       |
| Abzweig geradeaus und von links (Strecke außer Betrieb) |                                                                               | von Oschersleben (Bode)                                | von Oschersleben (Bode)                                |
| Abzweig geradeaus und von links (Strecke außer Betrieb) |                                                                               | von Nienhagen (b Halberstadt)                          | von Nienhagen (b Halberstadt)                          |
| Haltepunkt / Haltestelle (Strecke außer Betrieb) | 22,26                                                                         | Jerxheim ⊙ (ehem. Bf)                                  | Jerxheim ⊙ (ehem. Bf)                                  |
| Abzweig geradeaus und nach rechts (Strecke außer Betrieb) |                                                                               | nach Wolfenbüttel                                      | nach Wolfenbüttel                                      |
| Blockstelle (Strecke außer Betrieb) | 26,60                                                                         | Bk Gevensleben                                         | Bk Gevensleben                                         |
| Abzweig geradeaus und von rechts (Strecke außer Betrieb) |                                                                               | von Braunschweig                                       | von Braunschweig                                       |
| Abzweig geradeaus und von links (Strecke außer Betrieb) |                                                                               | von Heudeber-Danstedt                                  | von Heudeber-Danstedt                                  |
| Bahnhof (Strecke außer Betrieb) | 30,98                                                                         | Mattierzoll ⊙                                          | Mattierzoll ⊙                                          |
| Bahnhof (Strecke außer Betrieb) | 36,69                                                                         | Hedeper ⊙                                              | Hedeper ⊙                                              |
| Blockstelle (Strecke außer Betrieb) | 40,72                                                                         | Bk Kalme                                               | Bk Kalme                                               |
| Abzweig ehemals geradeaus und von rechts |                                                                               | von Braunschweig Hbf                                   | von Braunschweig Hbf                                   |
| Kopfbahnhof Streckenanfang · Haltepunkt / Haltestelle | 45,27                                                                         | Börßum ⊙ WTB / Hp (ehem. Bf)                           | Börßum ⊙ WTB / Hp (ehem. Bf)                           |
| Strecke · Abzweig geradeaus und nach links |                                                                               | nach Osterwieck                                        | nach Osterwieck                                        |
| Strecke nach links · Abzweig ehemals geradeaus, nach links und von rechts |                                                                               | nach Bad Harzburg                                      | nach Bad Harzburg                                      |
| |                                                                               | nach Kreiensen (Museumsbetrieb)                        |                                                        |
| |                                                                               |                                                        |                                                        |
| Quellen: |                                                                               |                                                        |                                                        |

Die Bahnstrecke Helmstedt–Börßum ist eine weitestgehend stillgelegte und entwidmete Nebenbahn in Niedersachsen. Sie wurde 1858 eröffnet und erschloss den Bereich südöstlich des Elms. Der Abschnitt von Helmstedt bis zur Ladestelle Alversdorf wird seither als Anschlussbahn der EEW Energy from Waste, vormals E.ON, betrieben.
Bis zum 8. Dezember 2007 gab es auf dieser Strecke Personenverkehr in der Relation von Braunschweig über Wolfenbüttel, Schöppenstedt, Jerxheim und Schöningen nach Helmstedt, der zuletzt als Südelmbahn vermarktet wurde. Die Neuerrichtung der Verbindung nach Schöningen für den Personenverkehr befindet sich (Stand: 2023) in Überprüfung.

## Geschichte
Die erste staatliche Eisenbahn im Deutschen Bund war die von der Herzoglich Braunschweigischen Eisenbahn am 1. Dezember 1838 eröffnete Strecke von Braunschweig nach Wolfenbüttel. Sie verband die beiden wichtigsten Städte im damaligen Herzogtum Braunschweig.
Die Bahnstrecke Wolfenbüttel–Oschersleben über Jerxheim wurde am 16. Juli 1843 eröffnet. Diese war bis zur Eröffnung der Berlin–Lehrter Eisenbahn 1871 Bestandteil der kürzesten Verbindung zwischen Hannover und Berlin.
Von Jerxheim wurde eine Stichstrecke über Schöningen nach Helmstedt gebaut, die am 20. Juli 1858 den Verkehr aufnahm. Diese war bis 1872 die einzige Bahnanbindung von Helmstedt. In jenem Jahr ging die Bahnstrecke Braunschweig–Magdeburg über Helmstedt mit einem Abzweig von Eilsleben nach Schöningen in Betrieb. Auch wenn die Strecke ebenso wie die Strecke Jerxheim–Helmstedt weiterhin vorwiegend lokale Bedeutung hatte, gab es zwischen Schöningen und Jerxheim einige Schnellzüge. Über die am 1. Mai 1868 eröffnete Erweiterung der Strecke nach Börßum konnte die Braunschweigische Südbahn nach Kreiensen und damit eine Verbindung nach Frankfurt am Main und ins südliche Ruhrgebiet erreicht werden. Der Abschnitt Jerxheim–Schöningen wurde zweigleisig ausgebaut. Im Güterverkehr war er vor allem für die Braunkohlengruben und Zuckerfabriken der Region wichtig.
Später kamen Nebenbahnen wie die Bahnstrecke Jerxheim–Nienhagen (1890) und die Braunschweig–Schöninger Eisenbahn (1902) hinzu.

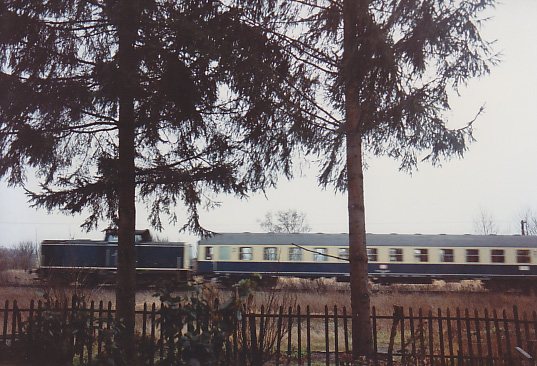
Ein Nahverkehrszug verlässt
Jerxheim in Richtung Helmstedt (1993)

Mit der deutschen Teilung trennte die innerdeutsche Grenze alle nach Osten und Südosten abzweigenden Strecken; nur Helmstedt–Magdeburg blieb in Betrieb. Am 1. Januar 1976 wurde der Personen- und Güterverkehr von Jerxheim bis Mattierzoll und am 28. Mai 1988 auch der Güterverkehr von Mattierzoll bis Börßum eingestellt. Ende der 1970er Jahre war nach Einstellung der in Jerxheim abzweigenden Nebenbahnen zwischen der Grenze und dem Höhenzug Elm nur noch die Verbindung Wolfenbüttel–Jerxheim–Helmstedt übrig. Sie wurde trotz mäßigem Verkehrsaufkommen aus strukturpolitischen Gründen erhalten; man schloss die Braunkohlentagebaue im Helmstedter Revier und das Kraftwerk Buschhaus daran an.
Bis Dezember 2006 fuhren die Regionalbahnen der Linie Braunschweig–Schöningen–Helmstedt montags bis samstags im Zweistundentakt mit zusätzlichen Verstärkerzügen in der Hauptverkehrszeit. Danach wurde die Bedienung im Abschnitt Schöppenstedt–Helmstedt auf sechs Zugpaare verringert und schließlich zum Fahrplanwechsel im Dezember 2007 ganz abbestellt.

### Stilllegung Schöppenstedt–Helmstedt
Eine Verlegung der Bahnstrecke wegen der Ausweitung der Tagebaue wurde von der Region Braunschweig als zu aufwendig eingeschätzt. Stattdessen wurde die Einstellung der Strecke genehmigt. Auch zwischen Schöppenstedt und Schöningen wurde der Verkehr im Dezember 2007 aufgegeben. Grund dafür waren die geringen Fahrgastzahlen, die auf diesem Abschnitt bei knapp über 200 pro Tag lagen. Die eingesparten Regionalisierungsmittel sollten für neue Stadtbahnfahrzeuge und ein verbessertes Angebot durch die Regionalstadtbahn von Braunschweig bis Schöppenstedt genutzt werden.

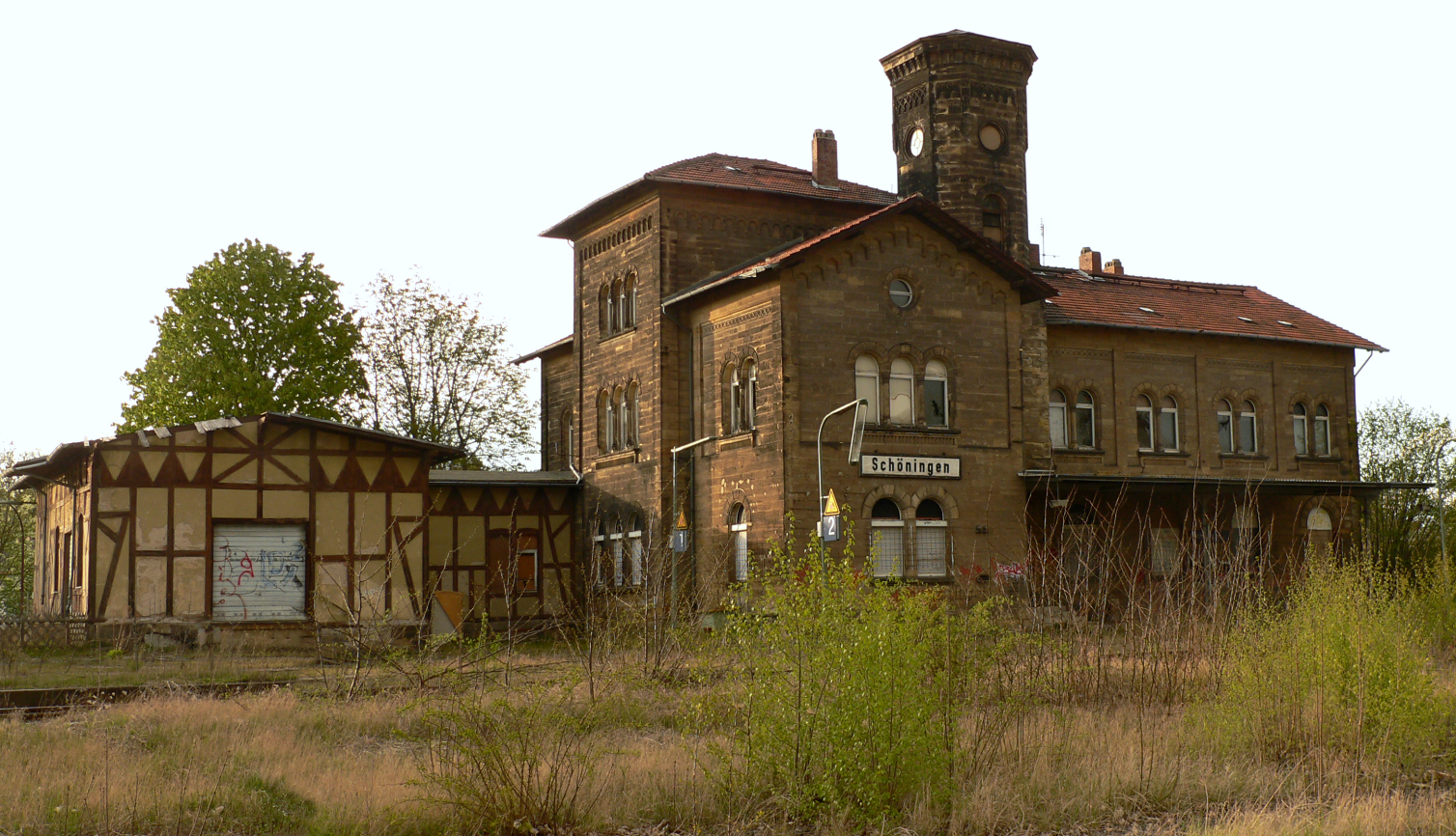
Bahnhof Schöningen nach der Stilllegung (2012)

Der Abschnitt durch das geplante Tagebaugelände zwischen der Abzweigsanschlussstelle Alversdorf und Schöningen wurde durch das Eisenbahn-Bundesamt zum 15. November 2008 stillgelegt; das Teilstück Jerxheim–Schöningen folgte zum 21. Mai 2009 und Helmstedt–Alversdorf zum 26. April 2010, wobei dieser Abschnitt als Anschlussbahn der Firma EEW Energy from Waste in Betrieb bleibt.
In einer Bewertung von 73 möglichen Reaktivierungskandidaten in Niedersachsen ist die Strecke bereits in der zweiten Stufe unter den Punkt „keine weitergehende Untersuchung“ gefallen. Im Februar 2014 hat die Verbandsversammlung des Zweckverbandes Großraum Braunschweig über einen möglichen Trassensicherungsvertrag für den Abschnitt Schöppenstedt–Schöningen debattiert. Dabei wurde der Entschluss gefasst, die jährlichen Kosten von mindestens 140.000 € gutachterlich überprüfen zu lassen und anschließend zu entscheiden, ob die Trasse gesichert oder entwidmet werden soll.
Bis 2009 wurden bereits Teile der Strecke zwischen Helmstedt und Schöningen für den Tagebau beseitigt. In Schöningen sind beide Bahnsteiggleise noch vorhanden, das Bahnhofsgebäude steht leer und die Nebengebäude verfallen. Der Abschnitt von Helmstedt in Richtung Schöningen wird im Güterverkehr bis kurz vor dem ehemaligen Bahnhof Alversdorf betrieben. Nördlich hiervon zweigt das Anschlussgleis zum Kraftwerk Buschhaus ab.

### Reaktivierung Helmstedt–Schöningen
Im Jahr 2020 beschloss der Regionalverband Großraum Braunschweig die Ausschreibung einer Machbarkeitsstudie und Standardisierten Bewertung für den Streckenabschnitt Helmstedt – Schöningen für den Zeitraum bis 2022. Vorgesehen war zu diesem Zeitpunkt eine etwa drei Kilometer lange Neubaustrecke von der Anschlussstelle Alversdorf entlang dem Tagebau zum Bahnhof Schöningen, Neu Büddenstedt sollte als Kreuzungsbahnhof neu errichtet werden. Eine eventuelle Verlängerung bis nach Hötensleben (Bahnstrecke Oschersleben–Schöningen) sollte berücksichtigt werden. Anfang 2023 stand die Machbarkeitsstudie kurz vor dem Abschluss, die Standardisierte Bewertung war noch offen. Diese ist unter neuen Bewertungskriterien für das Jahr 2023 vorgesehen.